# Sergueï Roukavichnikov
Sergueï Mikhaïlovitch Roukavichnikov (Сергей Михайлович Рукавишников), né le 1er janvier 1852 à Nijni Novgorod en Russie et mort le 1er janvier 1914 à Nijni Novgorod, est un homme d'affaires, industriel et banquier russe, appartenant à la première guilde des marchands de Nijni Novgorod. Collectionneur d'art, il se fit construire en 1875-1877 l'hôtel particulier Roukavichnikov (aujourd'hui filiale du musée des Beaux-Arts de Nijni Novgorod) au n° 7 quai supérieur de la Volga à Nijni Novgorod.

## Biographie
Son grand-père, Grigori Mikhaïlovitch Roukavichnikov, est le fondateur de la dynastie de marchands des Roukavichnikov. Né paysan, il a pu amasser un capital très important grâce à son ingéniosité, à son emprise et à son travail, et il est passé de simple boutiquier au statut de « roi de l'acier », possédant une aciérie des plus puissantes de la région. le père de Sergueï Roukavichnikov, Mikhaïl Grigorievitch, a su diversifier ses affaires, fonder la banque Roukavichnikov, ouvrir des maisons de commerce.

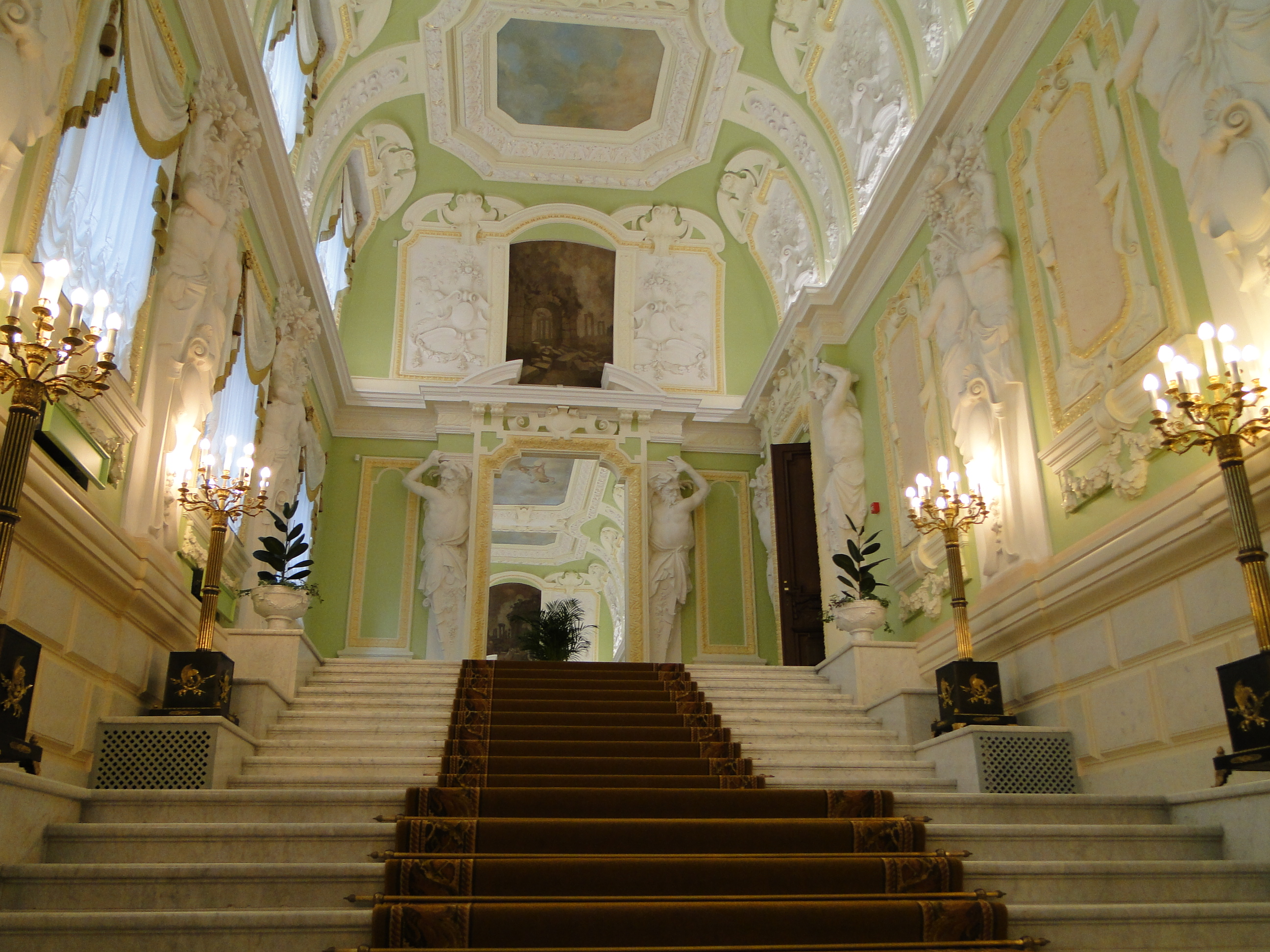
Escalier d'honneur de l'hôtel Roukavichnikov.

Ayant reçu un héritage de son père de deux millions de roubles, Sergueï Roukavichnikov se fit construire en 1875-1877 par Piotr Boïtsov le somptueux hôtel particulier Roukavichnikov donnant sur la Volga. Sergueï Roukavichnikov vivait alors de ses rentes, ne s'intéressant pas encore aux affaires familiales et s'occupant de son élevage de chevaux.
Après son hôtel particulier, il se fit construire un manoir à Podviazé. Il fut aussi à l'origine de la construction de la banque Roukavichnikov et d'une maison de commerce sur le quai inférieur de la Volga (1913-1916) par Franz Schechtel, dans un style Art Nouveau tout à fait exceptionnel.

## Famille

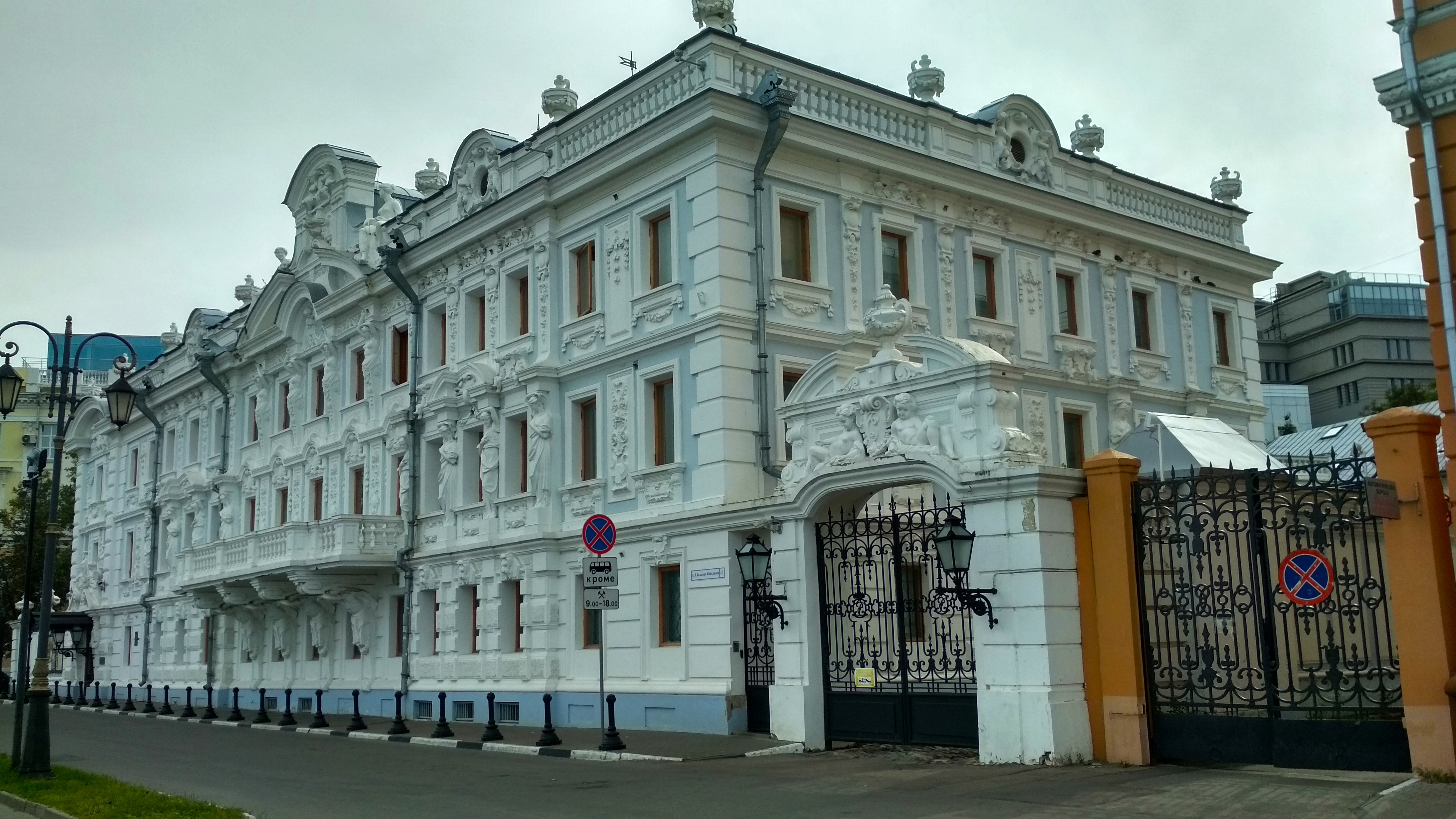
Hôtel Roukavichnikov.

Sergueï Mikhaïlovitch Roukavichnikov est le fils de Mikhaïl Grigorievitch Roukavichnikov (1811-1874) et de Lioubov Alexandrovna Roukavichnikova (1823-1893). ses frères et sœurs sont Ivan (1848-1906), Varvara (1851-1931, épouse Bourmistrova), Mitrophane (1864-1911), Alexandre et Ioulia.
Son fils aîné, le poète Ivan Roukavichnikov (1877-1930) naquit la même année de la construction de l'hôtel particulier familial et y passa sa jeunesse. Son roman Le Genre maudit (Проклятый род)), paru en 1912, lui valut les foudres de son père qui lui coupa les vivres.
Son fils cadet, Mitrophane Roukavichnikov (1887-1946) reçut une éducation artistique à Moscou et à Rome et devint un sculpteur reconnu. Il fit une statue de Karl Marx et mourut d'une maladie cardiaque.

## Source de la traduction
- (ru) Cet article est partiellement ou en totalité issu de l’article de Wikipédia en russe intitulé « Рукавишников, Сергей Михайлович » (voir la liste des auteurs).